# Yuki Yoshioka
 (septembre 2022).
Yuki Yoshioka ((吉岡有紀, Yoshioka Yuki), né le 14 septembre 1994 à Ōgaki, Gifu) est un catcheur japonais qui travaille à la Dragon Gate.

## Carrière

### Dragon Gate (2016-...)

#### Retour et Face Turn (2022-...)
Le 12 janvier 2022, il effectue son retour à la Dragon Gate en aidant Dragon Dia à remporter le Open the Brave Gate Championship contre SB KENTo. Le 13 janvier, lui et Dragon Dia battent R.E.D (H.Y.O et SB KENTo) et remportent les Open The Twin Gate Championship. Lors de Dead or Alive 2022, ils perdent leur titres contre Z-Brats (Diamante et Shun Skywalker),. Du 11 mai au 2 juin, il participe au King of Gate 2022, qu'il a finalement remporté le 2 juin, en battant en finale Kota Minoura.
Le 30 juillet, il bat Kai et remporte le Open the Dream Gate Championship.
Lors de Final Gate 2022, il conserve son titre contre Ben-K.

## Palmarès
- Dragon Gate
  - 1 fois Open the Dream Gate Championship
  - 2 fois Open The Twin Gate Championship avec Dragon Dia
  - King of Gate (2022)

## Récompenses des magazines
- Pro Wrestling Illustrated
  - Classé 139e du classement PWI 500 en 2023[9]